# Mar-Bíti-Apla-Ušur
Mar-Bíti-Apla-Ušur (akkadsky Mar-Bíte, ochraňuj následníka) byl král Babylónie v období mezi 984–977 př. n. l. Je jediným představitelem VII. babylonské dynastie.
I když jeho jméno Mar-Bíti-Apla-Ušur je akkadské, v záznamech je u něj uváděn dodatek ŠÁ.BAL.BAL LIBIR [RA] NIM.MA.KI, v akkadštině liplippi Elamti labîru, což v překladu znamená „vzdálený (?) potomek Elamu“ Bůh Mar-Bíti byl spojován s městem Dér na babylonsko-elamském pomezí, a částečně také s Borsippou, kde byl jeho chrám.
Pravděpodobně byl tedy elamského původu, možná byl i spřízněn s elamskou královskou rodinou. Proto je tedy VII. babylonská dynastie označovaná jako Elamská.
Na čtyřech bronzových hrotech šípů s jeho jménem, nalezených v Lorestánu, je titulován jako šár-kišatti – „vládce světa“. Tento titul byl v tomto období běžně užíván babylonskými panovníky. Přestože byl elamského původu, nezdá se že by ho pozdější babylonští vládcové označovali za uchvatitele. I jeho pohřeb proběhl přesně v souladu s babylonskými tradicemi. Kromě krátkého odkazu ke 4. roku jeho vlády  v novobabylonské kronice nejsou z doby jeho vlády žádné záznamy.